# Segundo Imperio búlgaro
El Segundo Imperio búlgaro (en búlgaro: Второ българско царство [Vtorо Bălgarskо Tsartsvo]) fue un Estado medieval búlgaro, que existió entre 1185 y 1396 (o 1422).  Sucesor del Primer Imperio búlgaro, alcanzó su apogeo con los reyes Kaloyan (r. 1197-1207) e Iván Asen II (r. 1218-1241) antes de ser gradualmente conquistado por los otomanos a fines del siglo xiv y principios del xv. Las siguientes unidades administrativas búlgaras fueron el principado autónomo surgido en 1878 y el posterior reino de Bulgaria (1908-1946), independiente.
Hasta 1256 el Segundo Imperio búlgaro era la potencia dominante en los Balcanes. Los bizantinos fueron derrotados en varias batallas importantes y en 1205 el recién creado Imperio latino fue aplastado en la batalla de Adrianópolis por el emperador Kaloyan. Su sobrino Iván Asen II (r. 1218-1241) venció al Despotado de Epiro y Bulgaria resurgió como potencia regional. Sin embargo, a finales del siglo xiii, el Imperio declinó debido a las constantes invasiones de los tártaros, bizantinos, húngaros, la inestabilidad interna y las revueltas.
En las artes, a pesar de la fuerte influencia bizantina, los artistas y arquitectos búlgaros consiguieron crear su estilo propio. La literatura y el arte florecieron en el siglo xiv y gran parte de la población búlgara estaba alfabetizada.

## Historia

### Antecedentes
El Primer Imperio búlgaro había sido conquistado por los bizantinos en 1018. Desde entonces, y a lo largo de la mayor parte de los siglos XI y XII, el territorio del antiguo imperio búlgaro fue gobernado por los bizantinos, hasta 1185. No obstante, inicialmente este territorio no estaba completamente integrado en el Imperio bizantino; conservó, por ejemplo, los niveles de impuestos anteriores a la conquista y el poder de la nobleza de menor rango. La independiente Iglesia ortodoxa búlgara quedó subordinada a la autoridad del Patriarca Ecuménico de Constantinopla, y a la aristocracia búlgara y los familiares del zar se les dieron varios títulos bizantinos y los trasladaron a las partes asiáticas del Imperio. Hubo rebeliones contra el dominio bizantino en 1040-41, en 1070 y en los años 1080, que fracasaron.

### Liberación
A finales del siglo xii, el Imperio bizantino estaba en declive tras una serie de guerras con los húngaros y los serbios. En 1185, Pedro y Asen (que relatos de la época afirman tenían origen valaco) encabezaron una revuelta contra la autoridad bizantina. Pedro se proclamó zar (Pedro IV, también conocido como Teodoro Pedro) y heredero del Primer Imperio búlgaro. Después de poco más de un año de guerra, los bizantinos se vieron obligados a reconocer la independencia de Bulgaria, aunque la lucha continuó.
El movimiento independentista se originó entre los valacos, los antepasados de los actuales rumanos, al que se unieron los búlgaros, y en cierta medida los cumanos asentados al norte del río Danubio. Los pueblos que participaron en la rebelión y formaron parte del nuevo estado ciertamente incluían búlgaros de habla eslava y, junto a ellos, valacos (y en pequeña medida griegos y cumanos): Pedro se dio el título de «zar de los búlgaros, griegos y valacos».

### La guerra entre 1185 y 1197
En el verano de 1185 una imagen milagrosa de San Demetrio de Salónica se encontró en Tarnovo y los hermanos Asen afirmaron que el santo había abandonado Salónica con el fin de ayudar a la causa búlgara. Eso tuvo un gran impacto psicológico en la población, muy religiosa. Entre el otoño de 1185 y la primavera de 1186, todo el norte de Bulgaria, con la excepción de Varna, fue arrebatada a los bizantinos. En verano, el emperador bizantino Isaac II Ángelo atravesó los puertos de montaña e invadió Moesia. Asen se retiró al norte del Danubio; cuando los bizantinos volvieron a Constantinopla, volvió al sur con auxiliares cumanos y pronto la guerra se extendió hasta el sur de Tracia. Hábil general, Asen hostigó continuamente a los enormes ejércitos bizantinos. Después de un infructuoso asedio de Lovech en 1187, los bizantinos se vieron obligados a declarar una tregua. Tres años más tarde fueron derrotados cerca de Tryavna; Isaac II Ángelo apenas pudo escapar, dejando la corona imperial y la cruz. En los cinco años siguientes, los búlgaros mantuvieron la iniciativa y reconquistaron más pueblos y castillos en el norte de Tracia y Macedonia, especialmente tras la gran victoria de Arcadiopolis en 1194. En 1196 los bizantinos fueron vencidos en Serres, pero poco después Asen fue asesinado por su primo Ivanko, incitado por los bizantinos. Ivanko usurpó el trono, pero no pudo sostenerse en la capital, que fue sitiada por Pedro; huyó al Imperio bizantino, donde fue nombrado gobernador de Plovdiv. Sin embargo, un año después, Pedro IV fue víctima de otra conjura. Lo sucedió su hermano menor, Kaloyan.

### Potencia balcánica
Una resucitada Bulgaria ocupó el territorio entre el mar Negro, el río Danubio y los montes Balcanes, incluyendo una parte del oriente de Macedonia y el valle del Morava. Durante el gobierno de dos de los sucesivos señores de Bulgaria, Kaloyan e Iván Asen II, el país emergió como potencia regional, de considerable poderío militar y económico. Entre 1204 y 1261, durante el Imperio latino, las autoridades búlgaras civiles y religiosas asumieron el papel de sucesoras de los bizantinos en la preservación de las tradiciones de la Iglesia ortodoxa y conservaron numerosas reliquias importantes en la capital, Tarnovo.

### Kaloyan
El zar Kaloyan (r. 1197-1207) entró en una unión con el papa, asegurando así el reconocimiento de su título de Rex, aunque deseaba ser reconocido como emperador o «zar». Había librado guerras contra el Imperio bizantino y (desde 1204) con los caballeros de la Cuarta Cruzada, conquistando gran parte de Tracia, el Ródope, así como la totalidad de Macedonia. Derrotó con contundencia al recién creado Imperio latino en la batalla de Adrianópolis (1205) y, por tanto, aplastó su poder en el año de su creación y evitó que su  influencia se extendiese por gran parte de los Balcanes. Su emperador Balduino I fue capturado en la batalla y murió en cautiverio en Tarnovo. Al año siguiente, los latinos sufrieron otra dura derrota en la batalla de Rusion. Al principio, la nobleza bizantina respaldó a Kaloján, pero luego traicionó a los búlgaros y se coligó con los cruzados. Kaloyan se enfureció por ello y mató a decenas de miles de bizantinos. En el sitio de Varna (1201), ordenó que toda la población bizantina de la ciudad fuera enterrada viva. Quería venganza por los catorce mil soldados cegados de Samuel y se llamó a sí mismo Romanoktonos (asesino de los romanos), de manera similar al emperador bizantino Basilio II, que había sido apodado Bulgaroktonos (asesino de los búlgaros).

### Iván Asen II

La Bulgaria del zar Iván Asen II (puntos rojos: centros administrativos; puntos azules: puertos genoveses).
Bulgaria en el 1218 (reinado de Boris)
Conquistas de Iván Asen II (1218-1241)
Vasallos de Iván (desde el 1230)

Tras la muerte de Kaloyan, durante el reinado de su primo Boril (r. 1207-1218), el país perdió amplios territorios, de los que se apoderaron Hungría, el Imperio Latino y el Despotado de Epiro.
Bajo Iván Asen II (r. 1218-1241), la suerte de Bulgaria mejoró: recobró las tierras perdidas y conquistó Adrianópolis y Albania. Al comienzo de su reinado recuperó pacíficamente Belgrado y Braničevo, que hasta entonces habían pertenecido a Hungría, y algunas tierras del Imperio Latino. Después de la gran victoria de Klokotnitsa en 1230, el Despotado de Epiro pasó a ser vasallo tributario de Bulgaria. El Patriarcado ortodoxo búlgaro fue restaurado en 1235 con la aprobación de todos los patriarcados orientales, poniéndose fin así a la unión con el papa. Iván Asen II tenía fama de ser un gobernante sabio y humano, y estableció relaciones con el occidente católico, especialmente con Venecia y Génova, para diversificar el comercio de su país. Este disfrutó de una economía floreciente; las relaciones comerciales se diversificaron hacia el año 1235. Bulgaria creó una marina de guerra. En el último año de su reinado, Iván derrotó a un destacamento de tártaros que atacaron a Bulgaria tras una incursión devastadora por Hungría. Después de su muerte, las autoridades búlgaras reconocieron la supremacía mongola como consecuencia de las campañas de Kadan.

### Decadencia

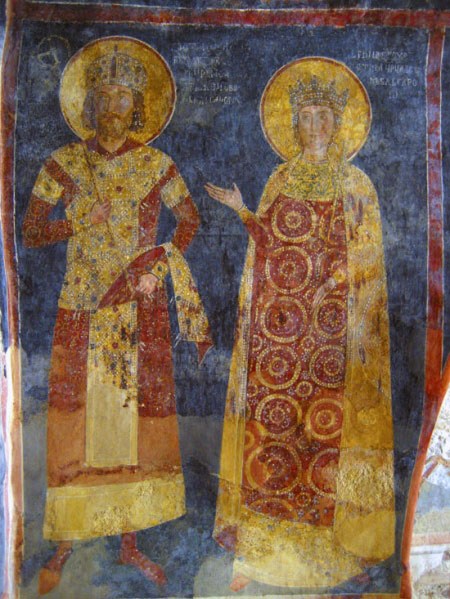
Constantino Tij, emperador de Bulgaria (1257-1277).

Bulgaria en la segunda mitad del siglo xiii. La zona más oscura muestra la extensión de la rebelión de Ivailo.

Bajo los sucesores de Iván Asen II, Bulgaria comenzó a decaer. Los mongoles atacaron los Balcanes en el siglo xiii, devastando Bulgaria en 1242, que se vio obligada a rendir homenaje a los kanes de la Horda de Oro. A partir de 1256, el Imperio de Nicea se anexionó el sur de Macedonia, los montes Ródope y parte de Tracia. El reino de Hungría ocupó la provincia de Belgrado. Durante el reinado de Miguel Asen II (1246-1256), los enemigos le habían arrebatado a Bulgaria territorios significativos sin necesidad de infligirle grandes derrotas, sobre todo a causa de los nobles desleales, que los entregaron a cambio de su enriquecimiento personal. Bajo el emperador Constantino I Tij el país perdió el norte y el centro de Macedonia ante Bizancio, así como el Banato de Severin, que obtuvo Hungría, y la crisis condujo a la guerra campesina, desencadenada por el criador de cerdos Ivailo, que logró sentarse en el trono búlgaro de 1277 hasta 1280.
Ivailo venció a los enemigos externos: derrotó a los bizantinos en dos batallas importantes y alejó temporalmente a los tártaros de la parte noreste del Imperio. Sin embargo, no pudo hacer frente a la aristocracia. La hegemonía tártara continuó hasta 1300, cuando tras la muerte de Nogai Kan el kan Toktu cedió Besarabia al nuevo emperador búlgaro Teodoro Svetoslav. Pero la presión de la Horda en Bulgaria todavía era fuerte. Esto tuvo un efecto económico positivo. Durante el reinado de Teodoro Svetoslav, Bulgaria recuperó gran parte de su antigua fuerza y prestigio. Después de una exitosa guerra contra Bizancio firmó la paz que continuaría hasta la muerte del soberano búlgaro en 1322. El kan Ozbeg (1313-1341) invadió Tracia varias veces, particularmente para ayudar a Bulgaria en su guerra contra Bizancio y Serbia en 1319. Sus ejércitos saquearon Tracia durante cuarenta días en 1324 y durante quince días en 1337, haciendo trescientos mil cautivos. Después de la muerte de Ozbeg en 1341, sus sucesores no continuaron su política agresiva y los contactos con Bulgaria cesaron.

### Iván Alejandro y caída de Bulgaria

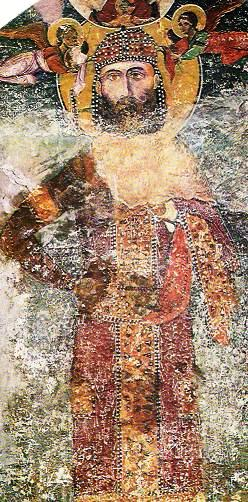
Imagen de Iván Alejandro.

La retirada de los mongoles de Europa a principios del siglo xiii estabilizó la situación en los Balcanes y Bulgaria reasumió algo de sus fronteras modernas. Tuvo que hacer frente, sin embargo, a las potencias emergentes: Hungría al norte y Serbia al oeste. En 1330 los serbios vencieron a los búlgaros de Miguel III en Velbazhd, que se apoderaron de parte del Imperio búlgaro. Bajo Iván IV (Iván Alejandro; 1331-1371) la amenaza serbia se desvaneció, y los bizantinos fueron derrotados en Rusokastro. Los búlgaros se adueñaron de las montañas Ródope y de varias ciudades importantes de la costa del mar Negro. Este fue un periodo conocido como Segunda Edad de Oro por su animada vida cultural. Tras la muerte de Iván Alejandro, Bulgaria quedó dividida en estados rivales, uno de los dos más grandes tuvo por capital Veliko Tarnovo, y el otro en Vidin, gobernado por los dos hijos de Iván.
Los dos hermanos y el déspota Dobrotitsa del Principado de Karvuna no hicieron ningún intento de unirse y se disputaron Sofía. Debilitada Bulgaria, no pudo defenderse de la nueva amenaza del sur, los turcos otomanos, que cruzaron a Europa en 1354. En 1362 tomaron Filipópolis; en 1382, Sofía. Los otomanos dirigieron su atención a los serbios, a quienes derrotaron en Kosovo Pole en 1389. En 1393 ocuparon Tarnovo tras un asedio de tres meses. Al año siguiente conquistaron el Principado Karvuna y Nikopol, la última ciudad del zarato de Tarnovo, cayó en 1395. Al siguiente año el Reino de Vidin fue también ocupado, con lo que el Segundo Imperio búlgaro y la independencia búlgara llegaron a su fin.

## Administración
En muchos sentidos, la administración y la corte búlgara tomaron ejemplos equivalentes al de los bizantinos. El poder supremo en el país pertenecía al emperador, cuyo título oficial era: “Zar por la gracia de Dios y autócrata de los búlgaros", a veces con la adición de los "romanos" (es decir, los griegos bizantinos) y los valacos.  El significado más importante era que fuera el emperador de todo el pueblo búlgaro, incluso de aquellos fuera de las fronteras del imperio. Los poderes legislativos y ejecutivos se concentraban en sus manos. Si el heredero del gobernante era menor de edad, la regencia era asumida por la emperatriz madre.
El Consejo Bolyar, también llamado Sinklit (del griego Synklētos, "Senado") incluía a los Grandes Bolyars y al Patriarca. Su tarea era discutir importantes cuestiones sobre la política exterior e interior, como la declaración de guerra, la formación de una alianza o de firmar la paz. La última palabra siempre pertenecía al emperador. A veces el consejo estaba reunido por un gran número de miembros, donde la nobleza, el clero y "otras personas" por lo general se reunían para discutir la condena de las herejías: 1211, 1350, 1360. El único derecho de la gente ordinaria era la aprobación de las decisiones tomadas por la nobleza.
La unidad principal y administrativa de los siglos xiii y xiv era el hora (хорá) que sustituyó al komitat del Primer Imperio búlgaro. Su gobernador se llamaba Duke o Kefaliya (del griego kephalē, "cabeza") y usualmente era designado por el emperador, el hora se dividía en katepanika (sing. katepanikon, cf. del bizantino Katepanikion) que eran gobernadas por katepanōs que eran directamente subordinados a los Duques.

## Economía

Mapa medieval de Tarnovo.

La economía búlgara medieval no difería mucho de los otros estados de la Europa Oriental y se basaba principalmente en la agricultura, la minería, la artesanía tradicional y el comercio.

### Agricultura
Las principales regiones agrícolas del país fueron la llanura del Danubio y Tracia. Los granos más difundidos eran el trigo, la cebada y el mijo. Desde el siglo xii la importancia de las hortalizas, frutales y uvas crecieron.  Las principales áreas productoras de vino fueron la costa del mar Negro, a lo largo del Struma, y el sur de Macedonia. La cría de ganado estaba bien desarrollada. Había muchas ovejas, cerdos y ganado vacuno.  Los pastos se dividieron en dos grupos: los pastos de invierno (valles) y los pastos de verano (montañas). En el siglo xiv la apicultura y la sericultura se convirtieron en sucursales rentables.
Los densos bosques también estaban divididos en dos tipos: Los bosques para cortar (бранища) y los bosques cercados (забели) en los que cortarlos estaba prohibido.

### Metalurgia y artesanías
Los siglosxii y xiv dieron un fuerte impulso a la metalurgia y la minería. Los herreros búlgaros producían martillos, alicates, hachas, sierras, telares; diferentes armas y armaduras. En el siglo xiii los mineros de Sajonia, quienes hicieron la extracción minera con mayor eficiencia e introdujeron nuevos métodos de minería, llegaron al oeste de Bulgaria. Habitaron principalmente las regiones de Chiprovtsi y Kyustendil. Antes había minas de oro en la montaña del este de Ródope.
Cerca de 50 diferentes tipos de artesanía medieval eran conocidos en Bulgaria, siendo las más importantes la fabricación de cueros, zapaterías, carpinterías, tejidos, producción de alimentos y bebidas (pan, mantequilla, queso, vino). Grandes cantidades de catapultas, arietes y otros equipos de asedio se hicieron, y el ejército tenía ingenieros expertos de sitio.  Los principales centros eran la capital Tarnovo, Cherven,  Sofía (cobre).

## Cultura

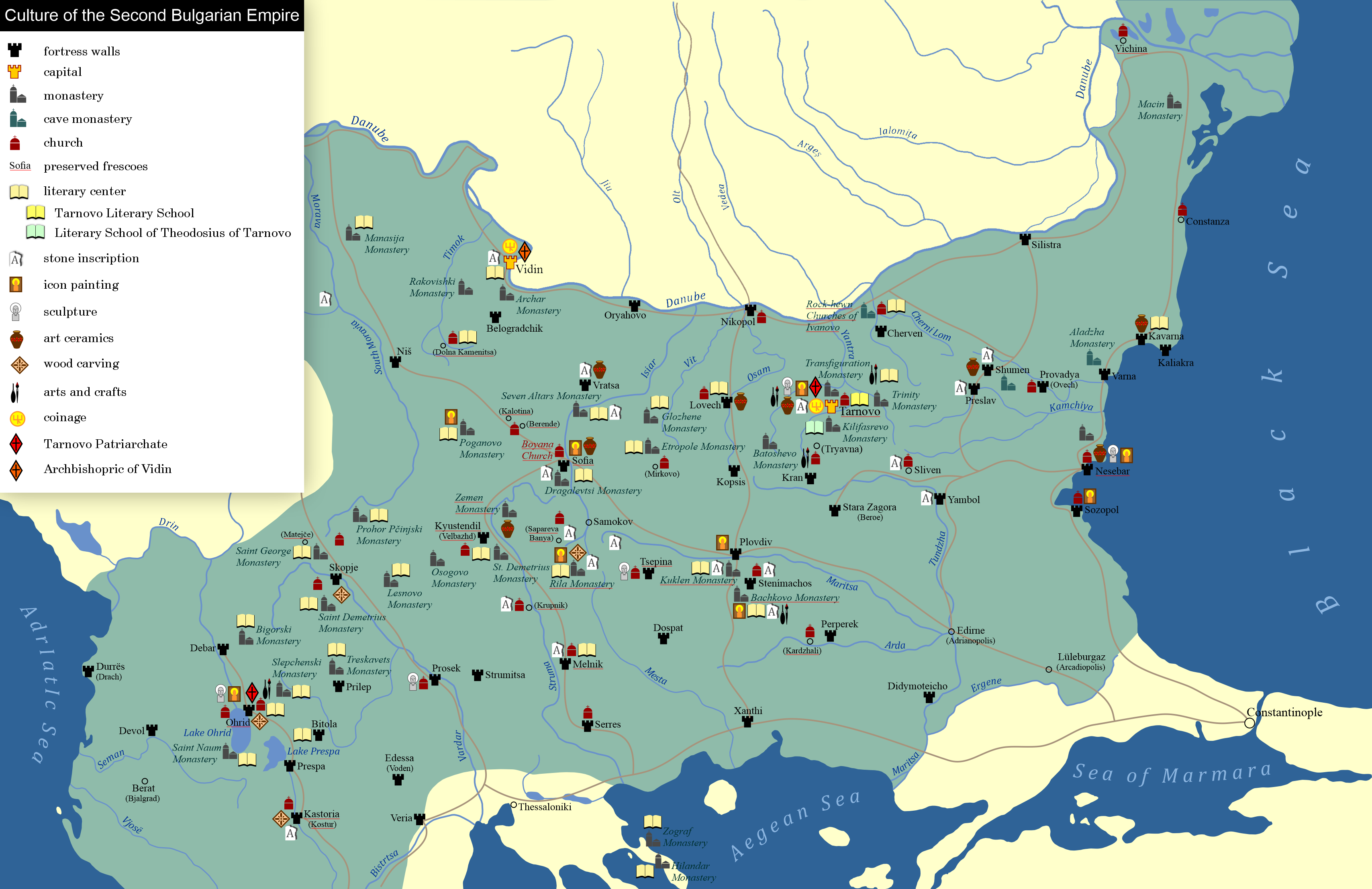
Cultura del Segundo Imperio búlgaro.

En los siglos xiii y xiv Bulgaria se convirtió en un centro cultural floreciente. El florecimiento de la escuela de arte de Tarnovo estaba relacionado con la construcción de palacios e iglesias, a la actividad literaria en la corte real y los monasterios, y al desarrollo de la artesanía. Notables logros de esta escuela se han conservado hasta nuestros días: los murales de las casas de los boyardos en Trapezitsa y la Iglesia de los Cuarenta Mártires en Veliko Tarnovo, la Iglesia de Boyana (1259) y las Iglesias rupestres de Ivanovo. También se desarrollaron libros notables, como la Crónica de Manasés, los Evangelios de Iván Alejandro y el Salterio de Tomić. Muchas reliquias de los mártires y los santos ortodoxos se mantuvieron en las numerosas iglesias de la capital Tarnovo, que le valió el sobrenombre de "Segunda Constantinopla". La mayoría de los monumentos arquitectónicos de la época son las iglesias, monasterios y fortalezas. Los búlgaros generalmente se construían iglesias pequeñas con puertas cortas para mostrar humildad y homenaje a Dios. Eran a menudo ricamente decoradas con nichos ciegos, varios patrones geométricos de los ladrillos, los cubos de piedra, cerámica, mientras que en el interior eran pintadas con frescos maravillosos que desde el siglo xiii comenzaron a alejarse de los cánones y se convirtieron en realistas.
En el siglo xiv muchos monasterios fueron construidos bajo el patrocinio de Ivan Alejandro en las laderas septentrionales de Stara Planina, especialmente en un área cercana a la capital Tarnovo que se conocía como "Sveta Gora" (Bosque Santo), un nombre también usado para referirse al Monte Athos. Los numerosos monasterios en todo el Imperio fueron el centro de la vida cultural, educativa y espiritual de la sociedad búlgara. A mediados del siglo xiii, en muchos monasterios se comenzaron a construir fortificaciones bajo el hilo de las invasiones turcas, como la famosa Torre de Hrelyu en el monasterio de Rila.
Solía haber una red perfectamente organizada de defensa de fortalezas que consistía en varias líneas a lo largo del Danubio, las montañas de los Balcanes, el Ródope, la costa. La principal fortaleza fue Tarnovo. Otros castillos importantes incluidos eran Vidin, Silistra, Cherven, Lovech, Sofía, Plovdiv, Lyutitsa, Ustra y muchos otros.

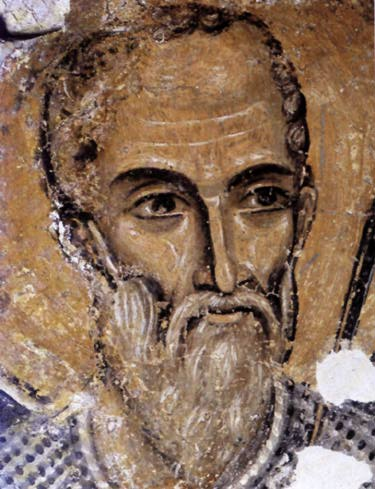
Un fresco que representa a San Nicolás, iglesia de Boyana.
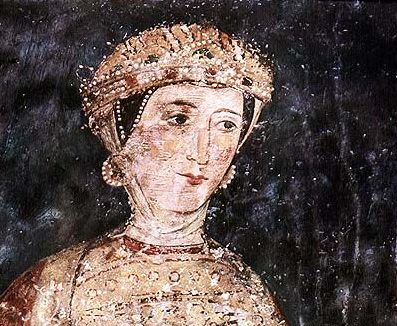
Frescos de la iglesia de Boyana (1259): Desislava.
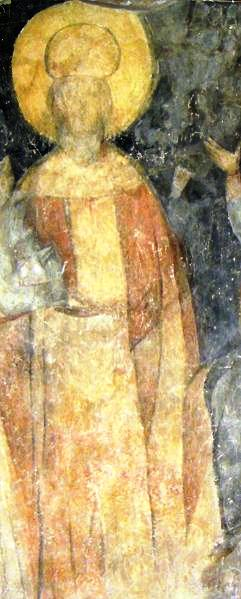
Retrato mural contemporáneo de Iván Alejandro de las iglesias rupestres de Ivanovo.
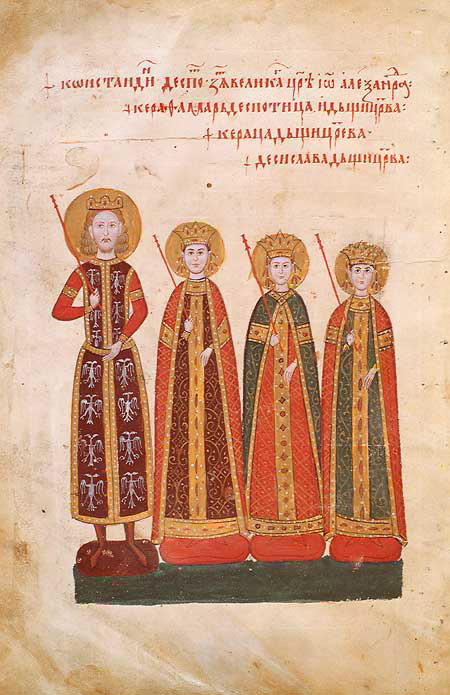
Una miniatura de los Evangelios de Iván Alejandro.
Una miniatura del Salterio Tomić

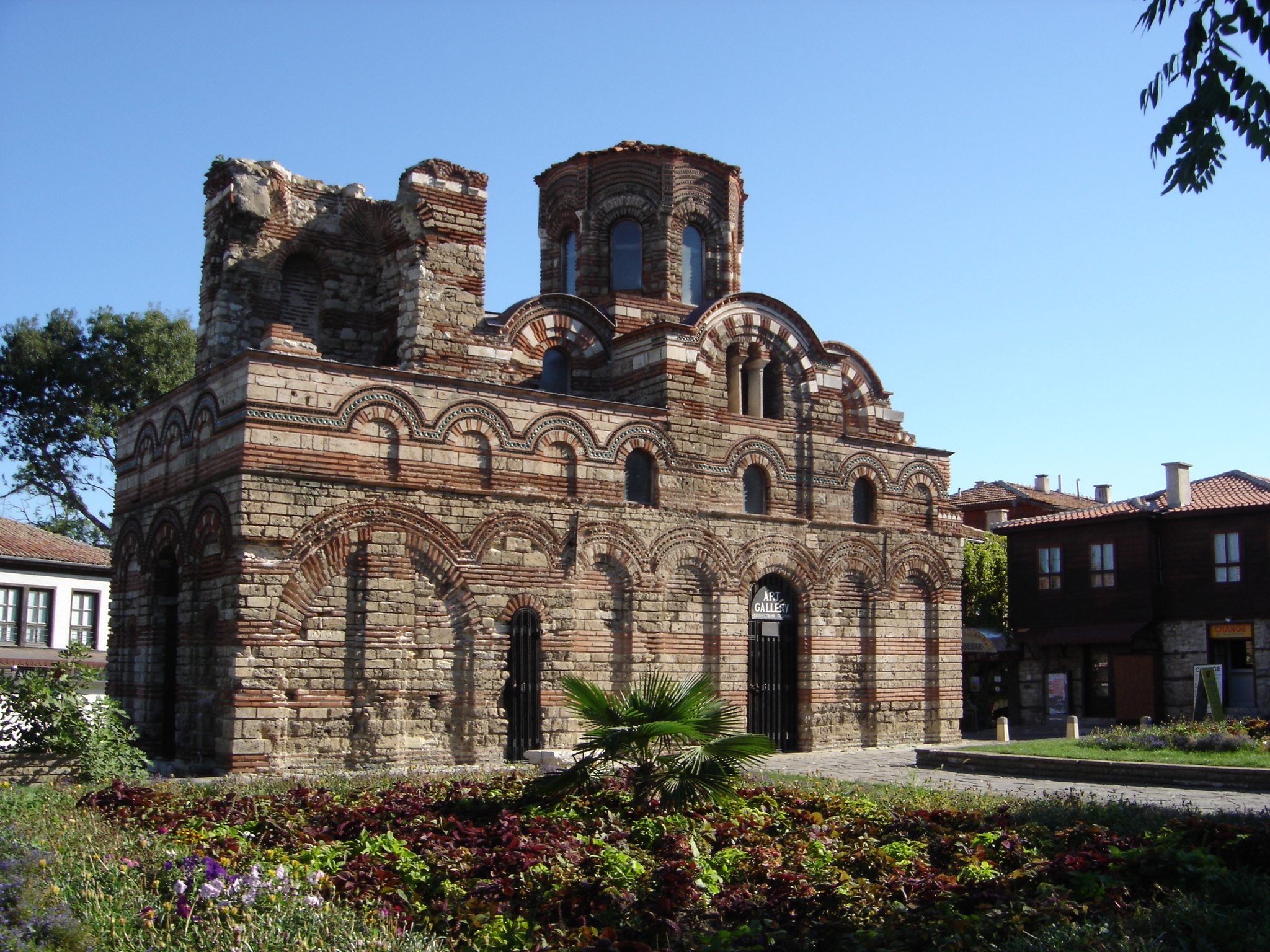
Cristo Pantocrátor, una de las 40 iglesias de Nessebar.
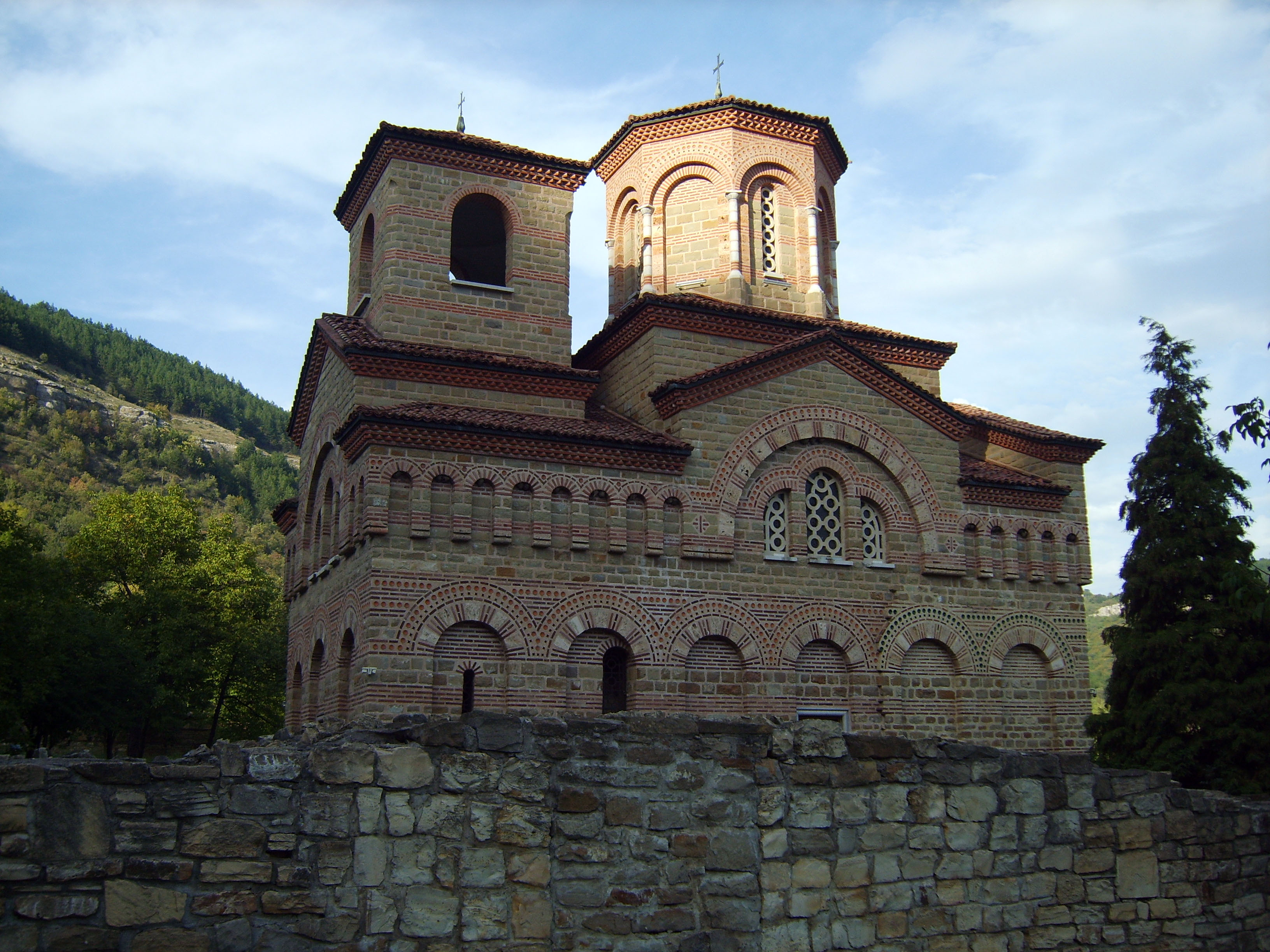
Iglesia de San Demetrio, Veliko Tarnovo.
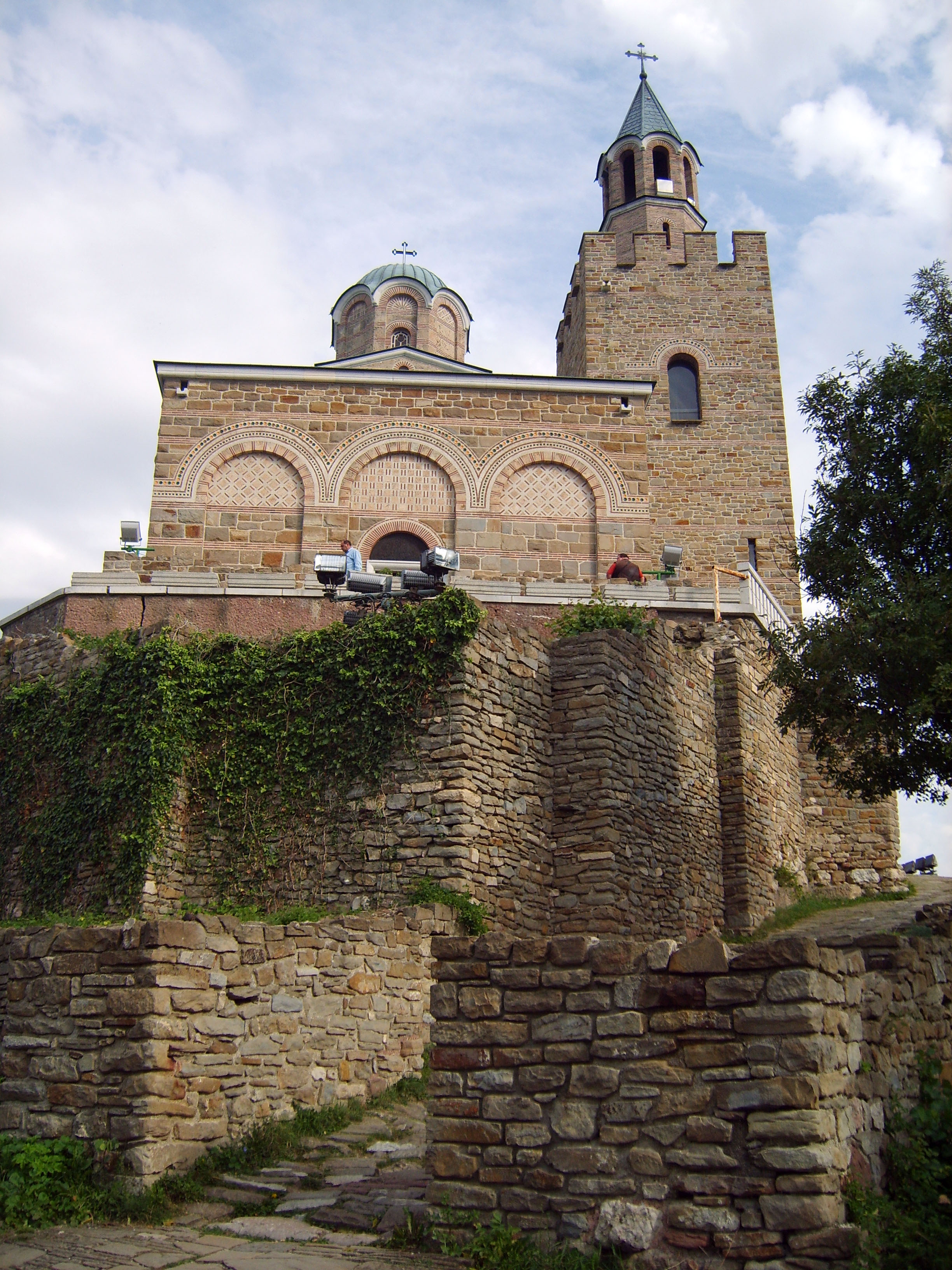
Patriarshia en Veliko Tarnovo